# Mar Mas
Mar Mas Iglesias (Madrid, 27 de octubre de 1966) es una comunicadora, guionista de televisión, directora de documentales y activista feminista española. Preside desde su fundación en 2016 la Asociación para Mujeres en el Deporte Profesional que lucha por la igualdad de derechos de las mujeres en el deporte, organización de la que es cofundadora. 

## Trayectoria
Nació en Madrid en 1966. Empezó su trayectoria profesional en televisión en programas en directo y posteriormente pasó a hacer ficción. "Me aburría... no nos permitían hacer exteriores" así que viajó a Argentina donde trabajó para Telefé, luego viajó Brasil momento en el que empezó a conectar con sus pasiones, explica, el mar y la televisión. Montó una productora y durante 15 años viajó por el mundo produciendo documentales submarinos, trabajando con ONGs... en el año 2000 grabó en Naciones Unidas un documental sobre la revisión de la Conferencia de Beijing.

Porque siendo mujer, blanca, caucásica, con una visa y un pasaporte, tu perspectiva del mundo cambia realmente cuando te encuentras con mujeres de Nigeria o con mujeres que trabajan en Filipinas y conoces su realidad. Desde ese momento fue cuando decidí que quería hacer cosas para conseguir un mundo mejor y no solo para poder comprarme tres pisos más.

Somos la mitad del planeta pero el 98 % de la riqueza está en manos de los hombres recuerda Mas, También los puestos de decisión están ocupados por hombres. También ha sido directora de comunicación de "Videojuegos sin fronteras", una ONG fundada en 2015 por Francesco Cavallari que crea videojuegos con contenidos educativos y éticos.
Su activismo también le ha llevado al mundo de la política. En abril de 2019 fue candidata en el puesto número 22 de la lista de Unidas Podemos encabezada por Juan Pedro Yllanes al Parlamento Balear.
Buceadora y operadora de cámara con más de 5,000 inmersiones y experiencia en el Indico, Pacífico, Atlántico y los mares Caribe, Mediterráneo y el Mar Rojo.  Asimismo es patrona con el título Yachtmaster Offshore Charter profesional.

## Mujeres y deporte

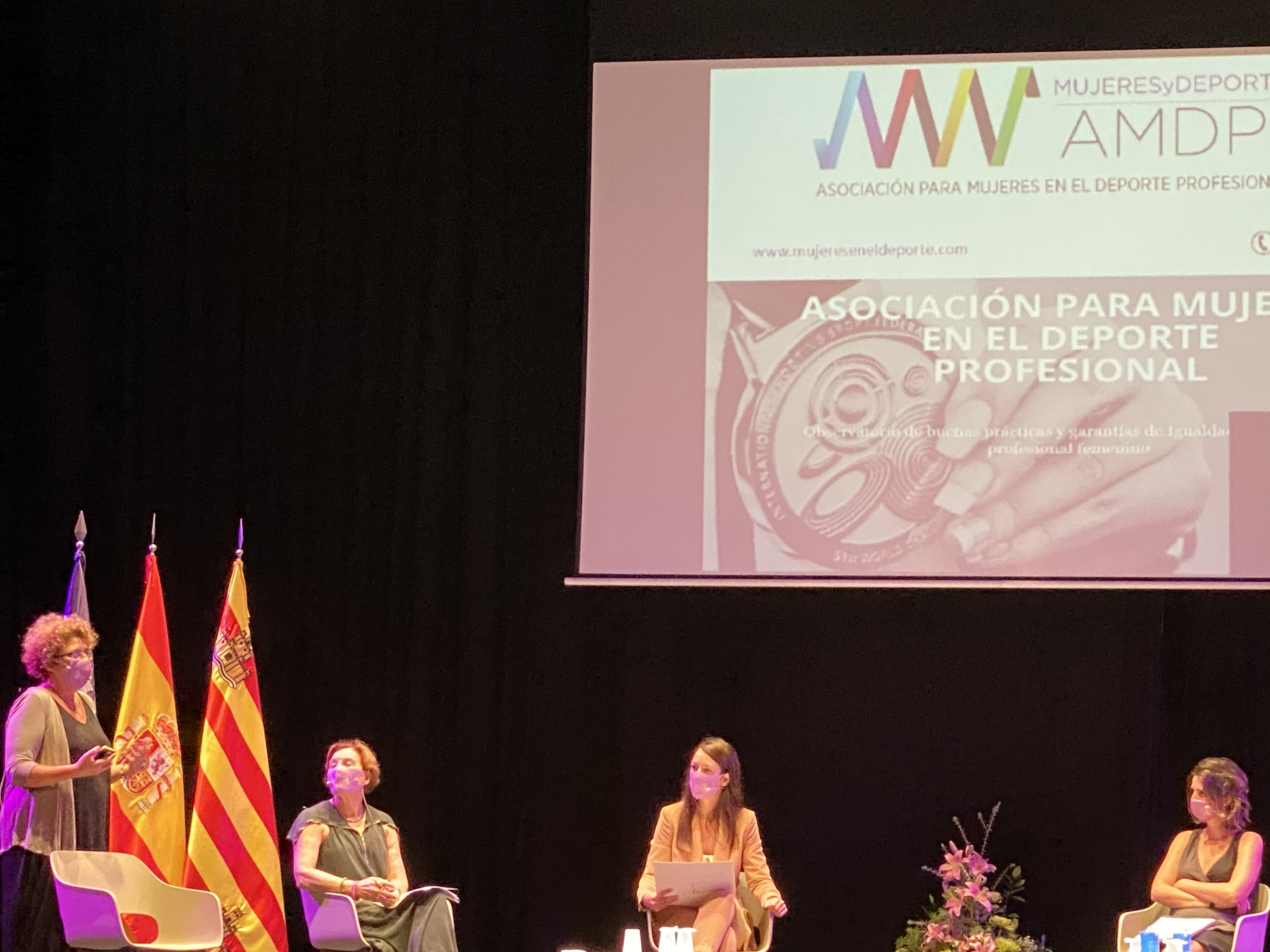
Mar Mas interviene en las "Aulas Feministas de Ibiza y Formentera" 2020

Apasionada por la navegación, Mas explica que nunca ha conseguido participar en una regata oceánica porque hasta hace pocos años no se permitía que las mujeres fueran parte de la tripulación.

Como mujer siempre he peleado por acabar con la discriminación. Y como deportista nunca he conseguido participar en una regata oceánica, porque hasta hace unos años no han permitido que las mujeres fuéramos parte de la tripulación. Lo peor eran las absurdas explicaciones: tachaban a los hombres de animales incapaces de controlar sus instintos testosterónicos al tener a una mujer en el barco.

Mujeres deportistas a las que no les dan premios económicos simplemente por ser mujeres, a las que no les reconocen los derechos mínimos como profesionales, que no tienen apoyo para poder ir a una competición, denuncia Mar Mas. Por ello, nació en  2016  la Asociación de Mujeres para el Deporte Profesional con el compromiso de mejorar las condiciones de todas las mujeres que forman el tejido deportivo, organización de la que cofundadora y presidenta.
La Asociación para Mujeres en el Deporte Profesional tiene como objetivo luchar contra la desigualdad profesional entre hombres y mujeres en el deporte y aumentar la visibilidad del deporte femenino en los medios de comunicación. También intentar que aumente la participación de las mujeres deportistas en las federaciones, que se escuche la voz de las deportistas y que se produzca un cambio legal luchando por una ley del deporte que incorpore a las mujeres como profesionales dado que la ley que existe en España del 2002 es obsoleta. La igualdad, denuncia Mas, sigue estando muy lejos y “a las profesionales no siempre les llega el dinero que las instituciones deportivas y las compañías distribuyen” a través del patrocinio del deporte femenino.